# Electronic Entertainment Expo 2002
L’Electronic Entertainment Expo 2002, communément appelé E3 2002, est la 8e édition de ce salon exclusivement consacré aux jeux vidéo. Il s'est tenu du 21 au 24 mai au Los Angeles Convention Center (LACC) à Los Angeles.
Voici la liste des nommés :
Note : MP signifie Multi Plates-formes et indique que le jeu sort sur plusieurs supports parmi : PC, PlayStation 2 (PS2), GameCube (NGC), Xbox ou autres.

## Meilleur jeu du salon
- The Legend of Zelda: The Wind Waker (NGC)
- Doom III (PC)
- Metroid Prime (NGC)
- Neverwinter Nights (PC)
- The Sims Online (PC)

## Jeu le plus original
- Psychonauts (Xbox)
- Blinx: The Time Sweeper (Xbox)
- Animal Crossing (NGC)
- The Getaway (PS2)
- The Sims Online (PC)

## Meilleur jeu PC
- Doom III (PC)
- NeverWinter Nights (PC)
- Age of Mythology (PC)
- Command and Conquer: Generals (PC)
- Star Wars Galaxies: An Empire Divided(PC)

## Meilleur jeu console
- The Legend of Zelda: The Wind Waker (NGC)
- Metal Gear Solid 2: Sons of Liberty
- Blinx: The Time Sweeper (Xbox)
- Metroid Prime (NGC)
- Super Mario Sunshine (NGC)

## Meilleur accessoire console
- Wavebird (NGC)
- Contrôleur Steel Battalion (Xbox)
- Manette Nyko Airflo (Xbox)
- e-Reader (GBA)
- Casque de communication (Xbox)

## Meilleur jeu d'action
- Doom III (PC)
- Metroid Prime (NGC)
- Dead to Rights (Xbox)
- Panzer Dragoon Orta (Xbox)
- Shinobi (PS2)

## Meilleur jeu d'action/aventure
- Splinter Cell (MP)
- Super Mario Sunshine (NGC)
- Le Seigneur des anneaux : Les Deux Tours (MP)
- The Getaway (PS2)
- The Legend of Zelda: The Wind Waker (NGC)

## Meilleur jeu de combat
- Tekken 5 (PS2)
- Godzilla: Destroy All Monsters Melee (NGC)
- Mortal Kombat: Deadly Alliance (MP)
- Tao Feng: Fist of the Lotus (Xbox)
- War of the Monsters (PS2)

## Meilleur jeu de rôles
- NeverWinter Nights (PC)
- Star Wars Galaxies: An Empire Divided (PC)
- Deus Ex: Invisible War (MP)
- Kingdom Hearts (PS2)
- Star Wars: Knights of the Old Republic (MP)

## Meilleur jeu de course
- Auto Modellista (PS2)
- Colin McRae Rally 3 (MP)
- Need for Speed : Poursuite infernale 2 (MP)
- TOCA Race Driver (MP)
- Sega GT 2002 (Xbox)

## Meilleur jeu de simulation
- The Sims Online (PC)
- Sim City 4 (PC)
- Combat Flight Simulator 3 (PC)
- Lock On (PC)
- Steel Battalion (Xbox)

## Meilleur jeu de sport
- NFL 2K3 (MP)
- Madden NFL 2003 (MP)
- NBA 2K3 (MP)
- NFL Fever 2003 (Xbox)
- Tony Hawk's Pro Skater 4 (MP)

## Meilleur jeu de stratégie
- Command and Conquer: Generals (PC)
- Age of Mythology (PC)
- Republic: The Revolution (PC)
- Rise of Nations (PC)
- Warcraft III: Reign of Chaos (PC)

## Meilleur jeu de puzzle
- Super Monkey Ball 2 (NGC)
- ChuChu Rocket! (GBA)
- Mario Party 4 (NGC)

## Meilleur jeu multijoueurs online
- Star Wars Galaxies: An Empire Divided (PC)
- The Sims Online (PC)
- City of Heroes (PC)
- Unreal Tournament 2003 (PC)
- World of Warcraft (PC)

## Prix spécial pour le son
- Doom III (PC)

## Prix spécial pour les graphismes
- Doom III (PC)